# سیارک ۴۳۳۷
سیارک ۴۳۳۷ (به انگلیسی: 4337 Arecibo، نامگذاری:1985GB) چهار هزار و سیصد و سی و هفتمین سیارک کشف شده‌است که در ۱۴ آوریل ۱۹۸۵ کشف شد.
قدر مطلق سیارک برابر ۱۱٫۹۰ است.